# 1-я армия (Германская империя)
Не следует путать с 1-й немецкой армией во Второй мировой войне
1-я армия (нем. 1. Armee) — германская армия, принимавшая участие в Первой мировой войне.

## Боевой путь
1-я армия была развёрнута на Западном фронте. 1-я армия заняла Брюссель, участвовала в Пограничном сражении. Во время битвы на Марне, подразделения 1-й армии были всего в нескольких десятках километров от Парижа. После установления позиционного фронта 1-я армия продолжала находиться на Западном фронте до самого окончания войны. В августе 1918 года, в связи с нехваткой бойцов для усиления армии в ее состав был включен IX резервный корпус, и действовал в ней вплоть до конца войны. После войны 1-я армия расформирована.

## Командующие
- Клюк, Александр фон (1914—1915)
- Фабек, Макс фон (1915—1916)
- Белов, Фриц фон (1916—1918)